# Wagimo iwateanus
Wagimo iwateanus är en fjärilsart som beskrevs av Siuiti Murayama 1964. Wagimo iwateanus ingår i släktet Wagimo och familjen juvelvingar. Inga underarter finns listade i Catalogue of Life.